# Conus lugubris
Espèce
Statut de conservation UICN

 CR B1ab(iii) : 
En danger critique
Conus lugubris est une espèce de mollusques gastéropodes marins de la famille des Conidae.
Comme toutes les espèces du genre Conus, ces escargots sont prédateurs et venimeux. Ils sont capables de « piquer » les humains et doivent donc être manipulés avec précaution, voire pas du tout.

## Description
La taille de la coquille varie entre 10 mm et 24 mm. La coquille est finement striée, grossièrement striée à la base, les stries étant peu nombreuses et distantes. La spire est ostensiblement rainurée. Sa couleur est noir chocolat, obscurément réticulée ici et là avec de nombreuses petites taches blanches agrégées. 

## Distribution
Cette espèce est présente uniquement sur la côte nord de l'île de São Vicente, Cap-Vert. 

### Niveau de risque d’extinction de l’espèce
Selon l'analyse de l'UICN réalisée en 2011 pour la définition du niveau de risque d'extinction, cette espèce est endémique aux îles du Cap-Vert, où elle se trouve uniquement au large de la côte nord de l'île de São Vicente, y compris Baía de Salamansa, à l'est de Ponta Marigou et Ponta de Fragata, soit une côte d'environ 9 km. L'île de São Vicente, à laquelle cette espèce est limitée, est également touchée, le centre de sa petite distribution coïncidant avec la ville de Salamansa. La majorité des habitats le long de cette partie de la côte ont été perturbés, conduisant à une probable disparition des populations, aucun spécimen n'ayant été collecté depuis les années 1980. Par conséquent, l'espèce se trouve à un seul endroit, avec une qualité d'habitat en déclin, et est donc évaluée comme étant en danger critique d'extinction B1ab(iii). Si les populations le long des côtes orientales de São Vicente et le long de la côte sud-ouest de l'île voisine de Santa Luzia qui étaient initialement considérées comme C. murichae sont reclassées comme C lugubris (Monteiro et al. 2004), alors l'évaluation de l'espèce devra être révisée.

## Taxinomie

### Publication originale
L'espèce Conus lugubris a été décrite pour la première fois en 1849 par l'éditeur et naturaliste britannique Lovell Augustus Reeve dans « Conchologia Iconica, or, illustrations of the shells of molluscous animals »,.

### Synonymes
- Africonus lugubris (Reeve, 1849) · appellation alternative
- Conus (Lautoconus) lugubris Reeve, 1849 · non accepté
- Conus lugubris fuscus Barros e Cunha, 1933 · non accepté

### Sous-espèces
- Conus lugubris fuscus Barros e Cunha, 1933, accepté en tant que Conus lugubris Reeve, 1849